# Nootdorp

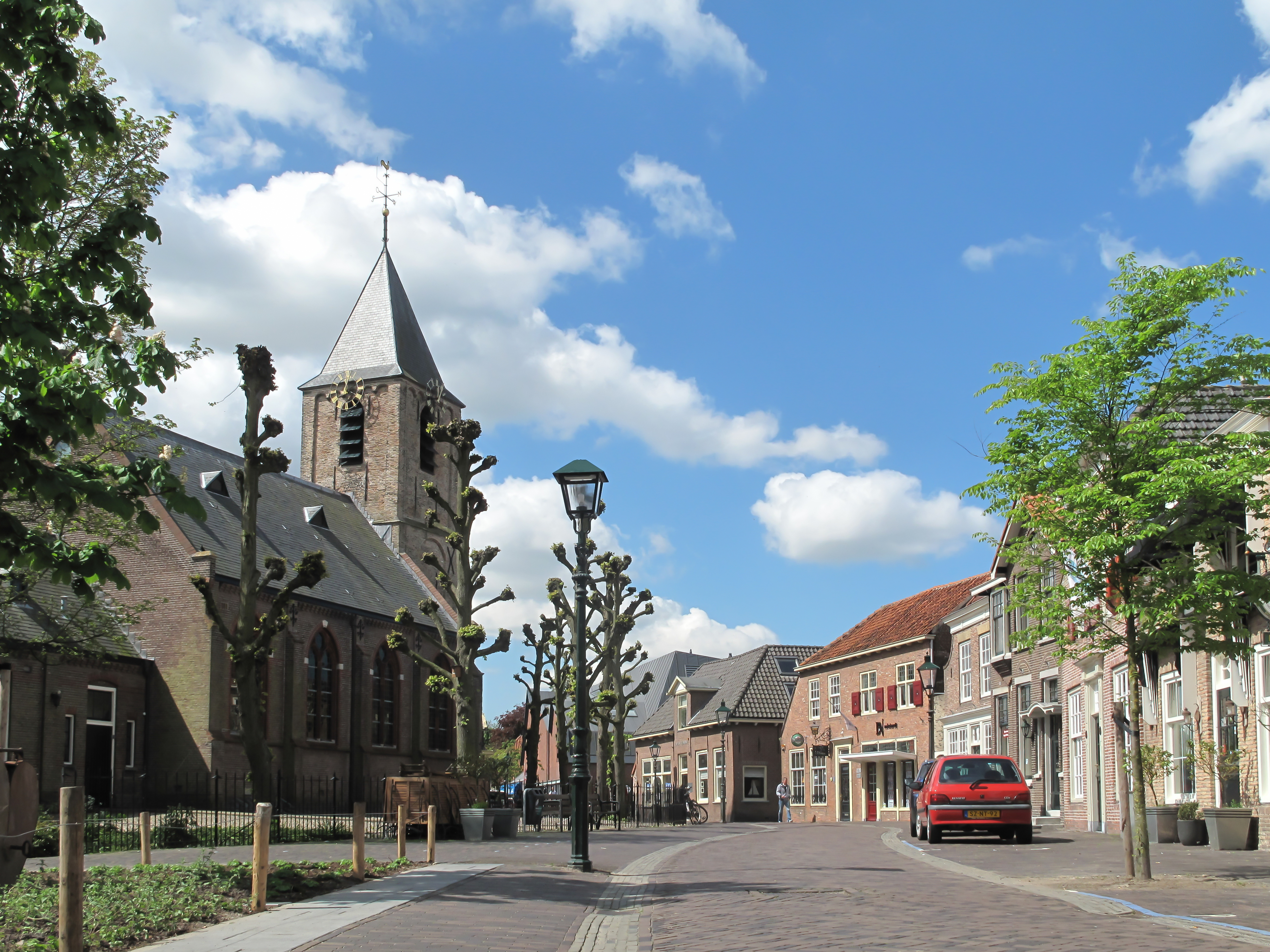
Nootdorp, vue de la rue avec une église

Nootdorp est un village situé dans la commune néerlandaise de Pijnacker-Nootdorp, dans la province de la Hollande-Méridionale. Le 1er janvier 2003, le village comptait 10 938 habitants.

## Histoire
Nootdorp a été une commune indépendante jusqu'au 1er janvier 2002. À cette date, elle fusionne avec Pijnacker pour former la nouvelle commune de Pijnacker-Nootdorp. En 1833, les communes de Nieuweveen et Hoogeveen sont supprimées et rattachées à Nootdorp.

## Galerie

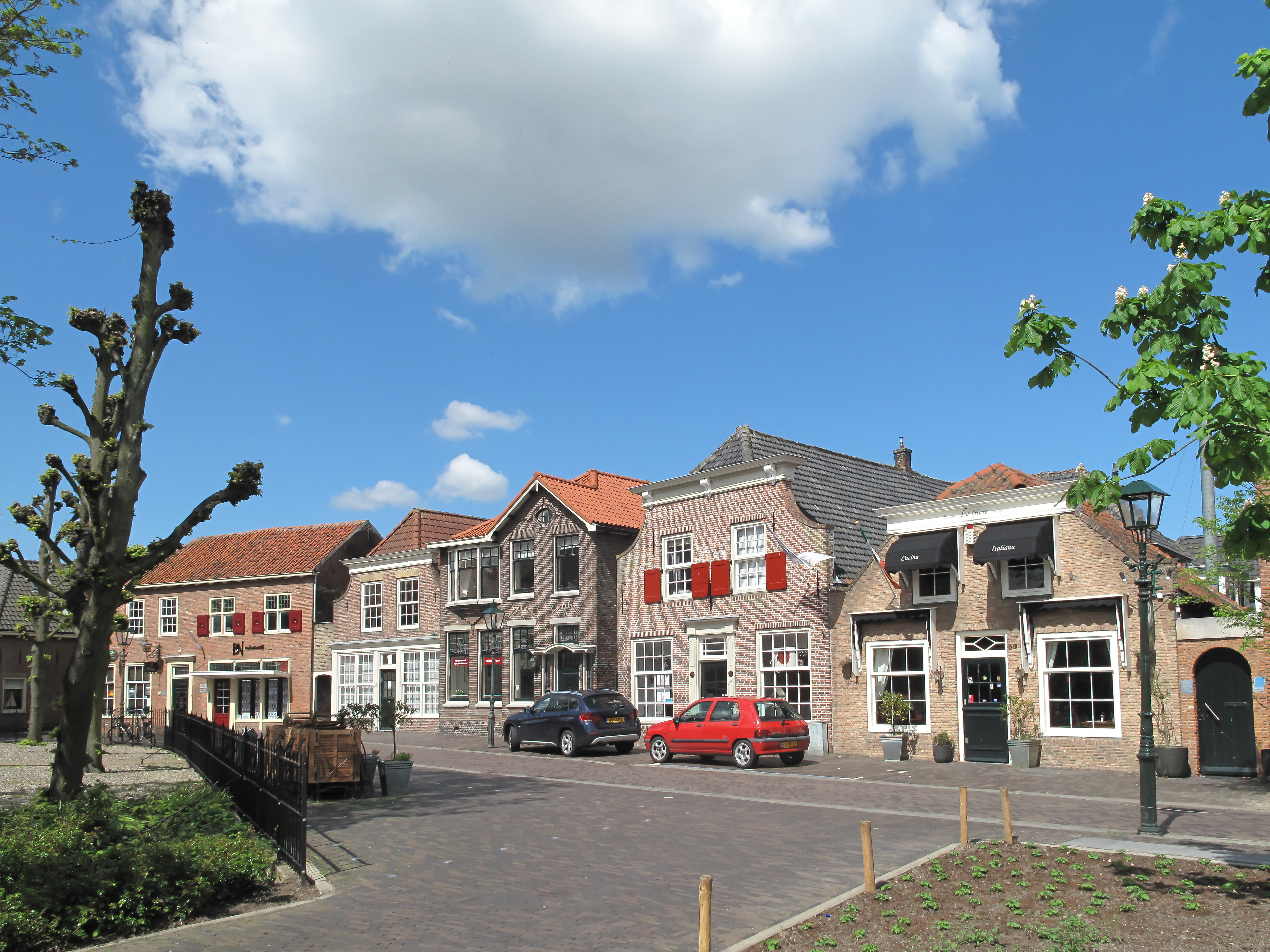
Nootdorp, vue sur la rue: de Dorpsstraat
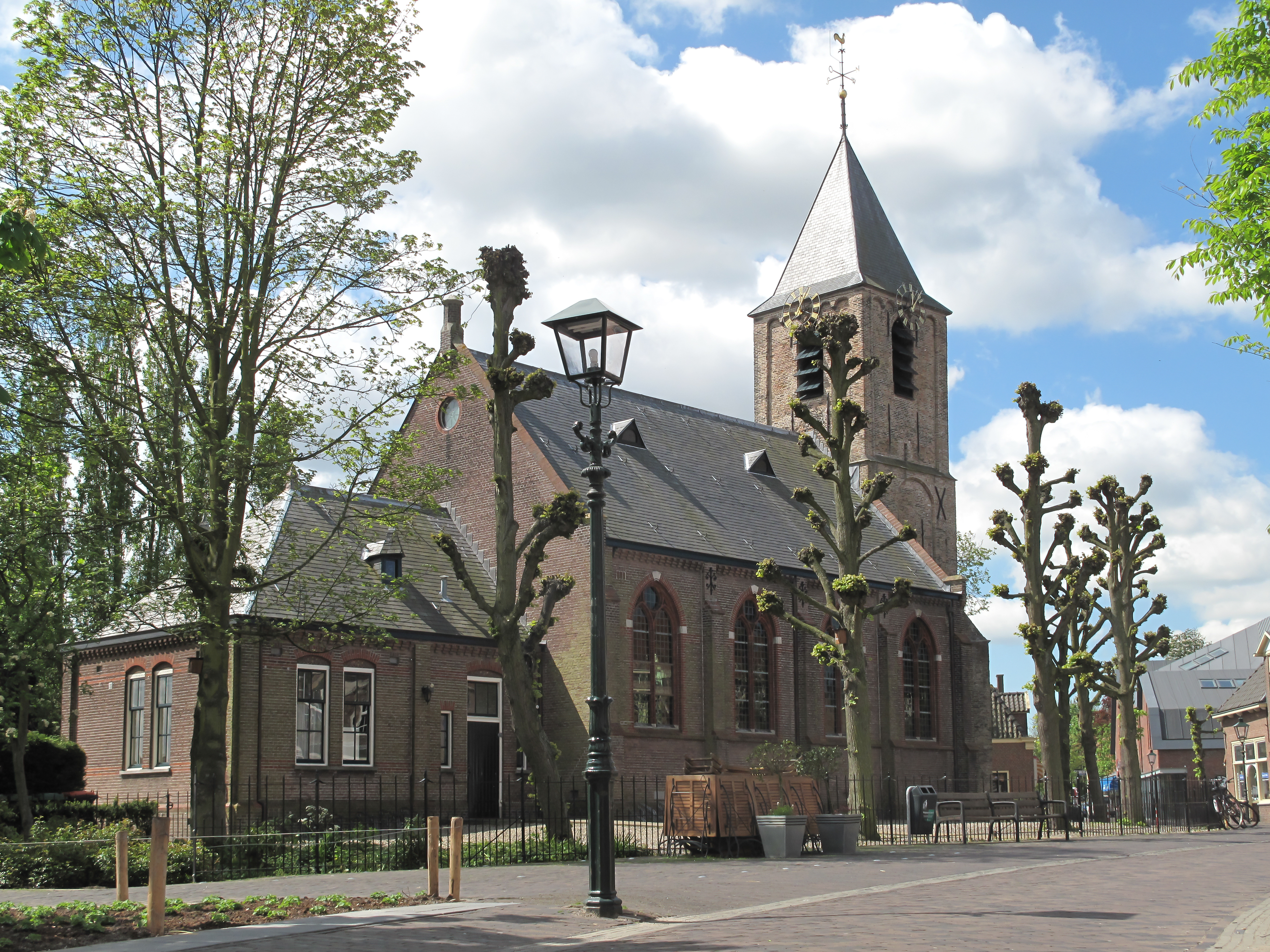
Nootdorp, église: de Dorpskerk
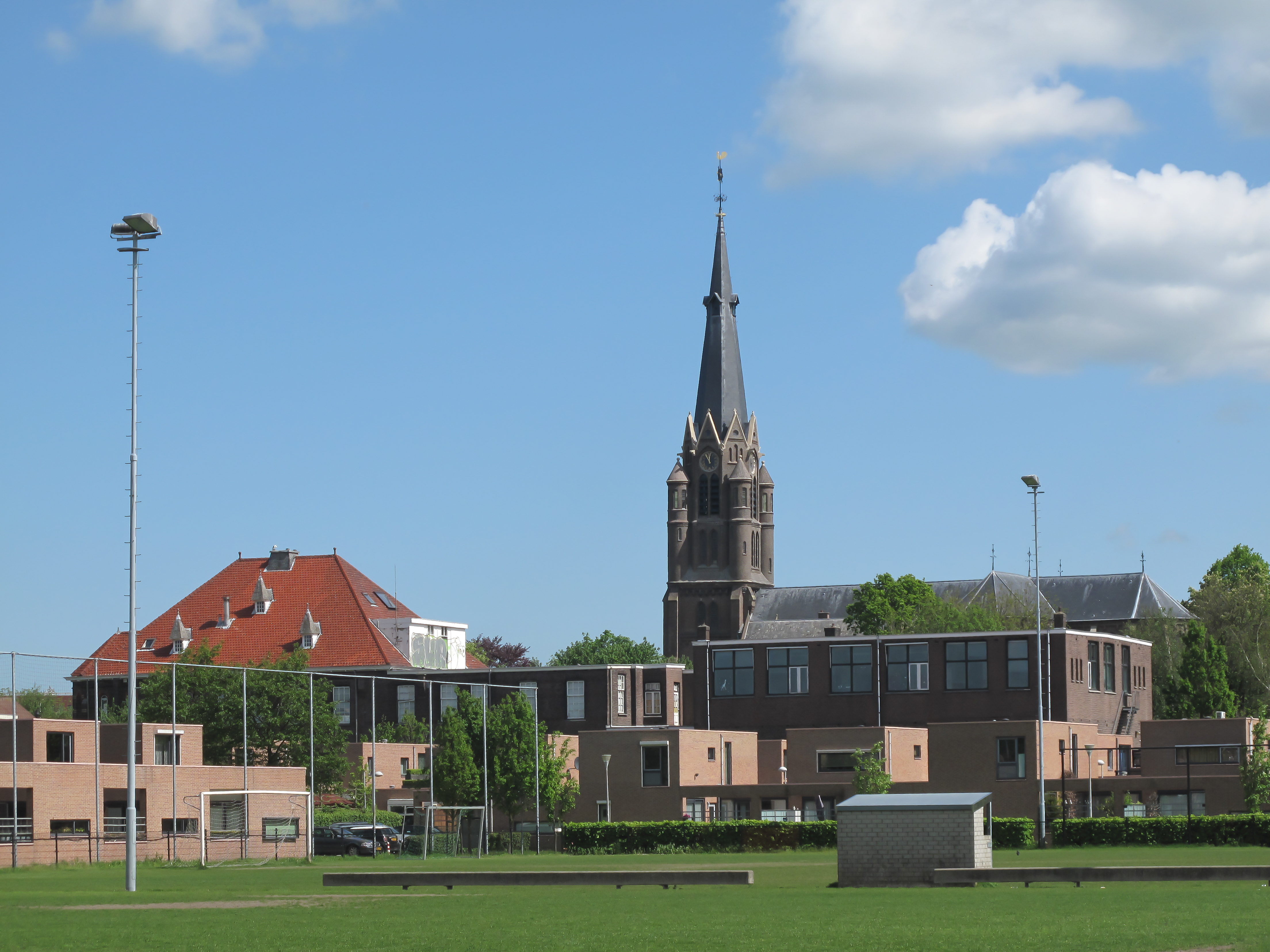
Nootdorp, église: de Sint Bartolomeüskerk
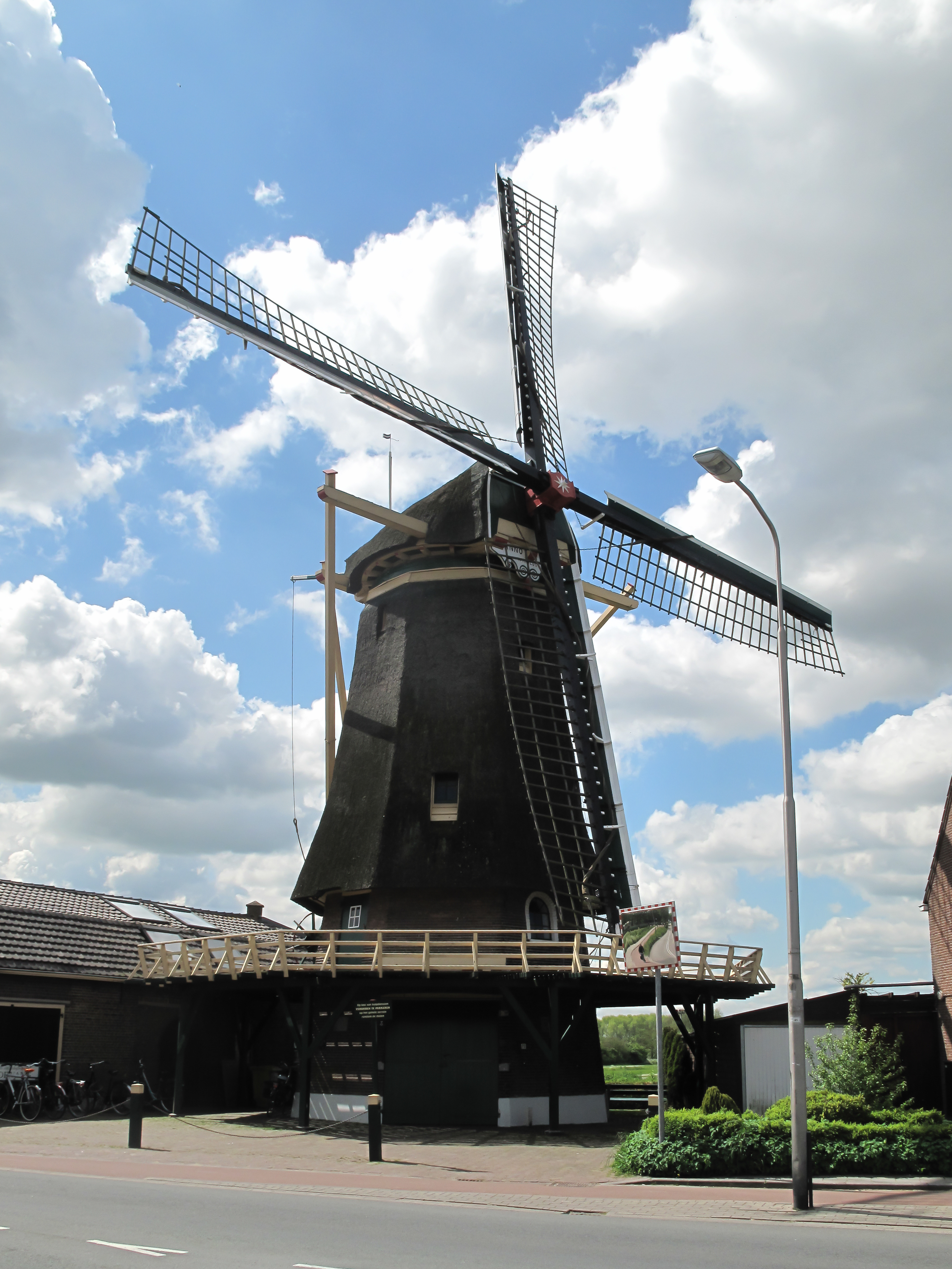
Nootdorp, moulin: korenmolen Windlust